# Осада Балха (1370)

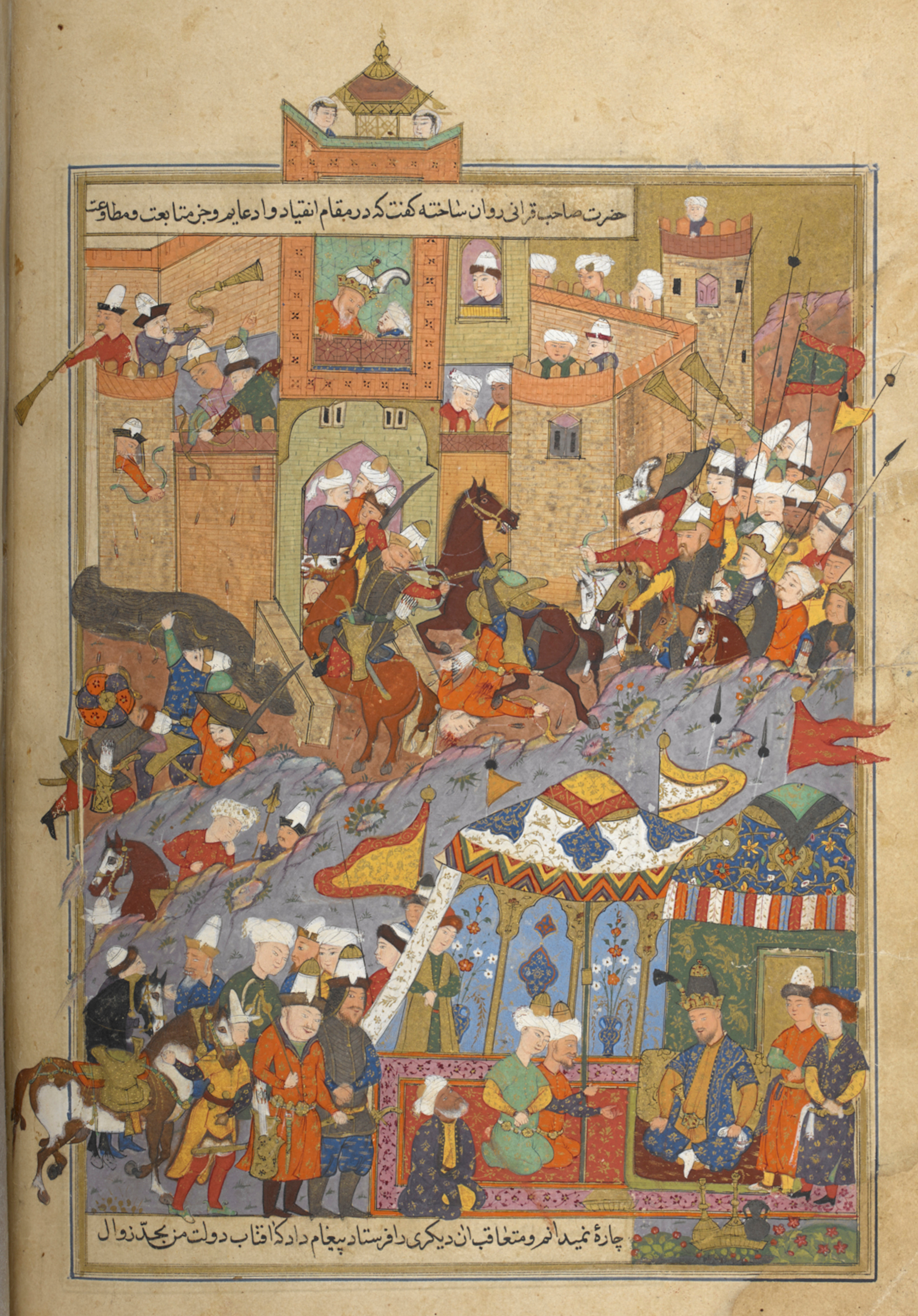
Тимур при осаде крепости Балх в 1370 году

Битва при Балхе была ключевым успехом прихода Эмира Тимура к власти. Состоявшийся после победы Курултай, избрал Тимура Верховным эмиром Турана, как отныне стало называться Государство Тимуридов, возложив на него ответственность за установление долгожданного мира, стабильности и порядка в стране. Брак с дочерью Чингизида Казан-хана, пленной вдовой правителя Балха — эмира Хусейна, Сарай-мульк ханым, позволил Тимуру прибавить к своему имени почётный титул «Гураган», то есть «(ханский) зять».

## Предыстория
В 1347 году Чагатайский улус распался на два отдельных государства: Мавераннахр и Моголистан (или Могулистан). В 1360 году Мавераннахр был завоёван Туглук-Тимуром. В 1362 году Туглук-Тимур спешно покинул Мавераннахр вследствие возникшего мятежа группы эмиров в Моголистане, передав власть своему сыну Ильясу-Ходже. Тимур же был утверждён владетелем Кешской области и одним из помощников могульского царевича.
Не успел хан пересечь реку Сырдарья, как Ильяс-Ходжа вместе с эмиром Бекчиком и другими близкими эмирами сговорились удалить Тимура от государственных дел, а при удобном случае и уничтожить его физически. Интриги всё более усиливались и приняли опасный характер. Тимуру отделился от моголов и перешёл на сторону их врага — эмира Хусейна, внука эмира Казагана. Создав прочный союз с эмиром Хусейном, он взял в жёны его сестру — Ульджай-туркан ага, впоследствии ставшую его любимой женою.
До 1364 года эмиры Тимур и Хусейн жили на южном берегу Амударьи в областях Кахмард, Дарагез, Арсиф и Балх и вели против могулов партизанскую войну.
В 1364 году могулы были вынуждены покинуть страну. Вернувшиеся обратно в Мавераннахр Тимур и Хусейн посадили на престол Кабул-шаха из рода Чагатаидов.
На следующий год, на рассвете 22 мая 1365 года под Чиназом произошло кровопролитное сражение между армией Тимура и Хусейна с армией хана Ильяса-Ходжи, вошедшее в историю как «Битва в грязи». У Тимура и Хусейна было немного шансов победить, поскольку у армии Ильяса-Ходжи были превосходящие силы. Во время сражения пошёл ливень, воинам трудно было даже взглянуть вперёд, а лошади вязли в грязи. Несмотря на это, войска Тимура стали одерживать победу на своём фланге, в решающий момент он просил помощи у Хусейна, чтобы добить противника, однако Хусейн не только не помог, но и отступил. Это и предрешило исход сражения. Воины Тимура и Хусейна вынужденно отошли на другой берег реки Сырдарьи.
Тем временем армия Ильяса-Ходжи была изгнана из Самарканда народным восстанием сербедаров, которое возглавили преподаватель медресе Мавлан-заде, ремесленник Абубакр Калави и стрелок Мирзо Хурдаки Бухари. В городе установилось народное правление. Имущество богатых слоёв населения было конфисковано, поэтому они обратились к Хусейну и Тимуру за помощью. Тимур и Хусейн договорились выступить против сербедаров. Весной 1366 года Тимур и Хусейн подавили восстание, казнив сербедарских вождей, но по приказу Тамерлана оставили в живых одного из лидеров восстания, Мавлана-заде, пользовавшегося огромной популярностью в народе.
В 1370 Тимур решил атаковать Балх, владения Хусейна. Перед сражением Тимур собрал курултай, на котором ханом Мавераннахра был избран Суюргатмыш-хан, сын Казан-хана. Незадолго до утверждения Тимура «великим эмиром» к нему пришёл некий добрый вестник, шейх из Мекки, и сказал, что ему было видение, будто он, Тимур, станет великим правителем. По этому случаю вручил ему знамя, а также барабан, символ верховной власти. Но он эту верховную власть лично не берёт, а остаётся рядом с ней.

## Сражение
После пересечения Амударьи в Термезе его армия окружила Балх. Армия Хусейна вышла из города, чтобы напасть на войско Тимура. То же самое произошло во второй день битвы, но на этот раз войску Тимура удалось попасть в город. Хусейн заперся внутри цитадели города, оставив войско Тимура покинуть город.
Хусейн, понимая, что ничего не может добиться, предложил покинуть Мавераннахр и отправиться в паломничество в Мекку, если Тимур пощадит его жизнь. Тамерлан согласился на эти условия, но Хусейн не был убежден, что ему можно доверять. После безуспешной попытки прятаться от людей Тимура Хусейн был захвачен и передан Тимуру. Тимур не сдерживал своего обещания, но Хусейн был убит правителем Хатлона Кейхусравом, у которого была кровная вражда с ним.